# Ojakylä, Ijo
Ojakylä är en tätort i Ijo kommun i landskapet Norra Österbotten i Finland. Vid tätortsavgränsningen den 31 december 2021 hade Ojakylä 316 invånare och omfattade en landareal av 2,17 kvadratkilometer. Tätorten omfattar bebyggelse huvudsakligen väster om riksväg 4, men även lite på östra sidan. Tätortens norra gräns ligger mindre än en kilometer söder om tätorten Ijo hamns södra gräns.

## Befolkningsutveckling
| Befolkningsutvecklingen i Ojakylä 2000–2021 | Befolkningsutvecklingen i Ojakylä 2000–2021 | Befolkningsutvecklingen i Ojakylä 2000–2021 | Befolkningsutvecklingen i Ojakylä 2000–2021 | Befolkningsutvecklingen i Ojakylä 2000–2021 |
| ------------------------------------------- | ------------------------------------------- | ------------------------------------------- | ------------------------------------------- | ------------------------------------------- |
|                                             |                                             |                                             |                                             |                                             |
| År                                          |                                             |                                             | Folkmängd                                   | Landareal (km²)                             |
| 2000                                        | 2000                                        |                                             | 225                                         | 1,8                                         |
| 2005                                        | 2005                                        |                                             | 270                                         | 2,2                                         |
| 2010                                        | 2010                                        |                                             | 280                                         | 1,81                                        |
| 2015                                        | 2015                                        |                                             | 309                                         | 1,99                                        |
| 2020                                        | 2020                                        |                                             | 327                                         | 2,17                                        |
| 2021                                        | 2021                                        |                                             | 316                                         | 2,17                                        |
| Anm.: Ny tätort 2000.                       |                                             |                                             |                                             |                                             |